# Atleti Rifugiati
Gli atleti rifugiati o in inglese Athlete Refugee Team (ART) è una categoria in cui gli atleti rifugiati senza squadra nazionale possono competere in competizioni internazionali della World Athletics (ex IAAF). Il logo ufficiale IAAF/WA viene utilizzato come bandiera della squadra.
Hanno gareggiato nei campionati del mondo 2017, 2017 IAAF World Relays, Campionati del mondo under 20 di atletica leggera 2018, Campionati del mondo di atletica leggera 2019, Campionati del mondo under 20 di atletica leggera 2021 e Campionati del mondo di atletica leggera 2022.
Un atleta (Puok Thiep Gatkuoth nella maratona maschile) era stato annunciato per competere ai Campionati europei di atletica leggera 2018, ma alla fine non ha gareggiato. Un maratoneta e un mezzofondista sono annunciati per gareggiare ai Campionati europei di atletica leggera 2022.